# IC 3380
IC 3380 ist eine elliptische Zwerggalaxie vom Hubble-Typ dE im Sternbild Coma Berenices am Nordsternhimmel. Sie ist schätzungsweise 35 Millionen Lichtjahre von der Milchstraße entfernt und hat einen Durchmesser von < 5.000 Lichtjahren.

Im selben Himmelsareal befinden sich u. a. die Galaxien IC 3362, IC 3367, IC 3394, IC 3401.
Das Objekt wurde am 23. März 1903 von Max Wolf entdeckt.